# Sinfonía
"Sinfonía" é uma canção gravada pelo cantor e compositor mexicano Christopher Uckermann para seu álbum de estreia, Somos. Foi lançada em 22 de setembro de 2010 pela gravadora independente peerT6H, servindo como o primeiro single do disco. Composta pelo intérprete em parceria com George Noriega, Jodi Marr e Rob Wells, a faixa liricamente idealiza que a humanidade encontre um "lugar para criar uma sinfonia de amor". A divulgação de "Sinfonía" contou com um videoclipe, lançado em 8 de novembro de 2010 no canal de Uckermann no YouTube. As cenas exibem o intérprete, acompanhado por pessoas mascaradas, interpretando a canção e dançando em um mundo de fantasia. Boa parte das cenas do material original foi perdida após furtarem Uckermann e sua equipe durante sua estada na Califórnia, onde o vídeo foi filmado. Além disso, "Sinfonía" foi apresentada ao vivo durante tanto na turnê de apoio a Somos quanto na turnê de suporte a La revolución de los ciegos.

## Antecedentes
Em março de 2009, Uckermann disponibilizou a canção "Light Up the World Tonight" nas plataformas digitais, sendo este seu primeiro lançamento em carreira solo após a desintegração do RBD, que lançou no mesmo mês seu último álbum de inéditas, intitulado Para olvidarte de mí. "Light Up the World Tonight" seria o primeiro single do projeto de estreia solo do cantor, mas terminou por lhe servir para assumir artisticamente o von em seu nome. No mesmo ano, Uckermann começou a gravar na Colômbia a telessérie Kdabra, para a qual desempenhou o protagonista e encarregou-se da trilha sonora, interpretando vários de seus temas, incluindo "Vivir soñando".

## Composição e produção
"Sinfonía" foi composto pelo seu próprio intérprete, junto a Rob Wells, Jodi Marr e George Noriega, tendo trabalhado com artistas como Shakira, Ricky Martin e Draco, e a mesclado por Gustavo Celis, que trabalhou também com Shakira, além de Beyoncé e Marc Anthony. A produção ficou sob responsabilidade de George Noriega e Jodi Marr, que também colaboraram na composição. A canção está contida por música pop e electropop.

## Divulgação
O vídeo musical de "Sinfonía"  foi roubado. Em um mundo de fantasia Uckermann dança acompanhado de pessoas mascaradas, incluindo uma violinista.

## Créditos
Créditos de "Sinfonía" adaptados do encarte do álbum Somos.
| - Christopher Uckermann – composição - George Noriega – composição, produção, vocal de apoio - Jodi Marr – composição, produção, vocal de apoio - Rob Wells – composição, produção adicional - Gustavo Celes – mesclagem - Josip Serrano – engenharia | - Randy Cantor – produção adicional, teclados - Lee Levin – bateria - Tony Levin – baixo - Dan Wamer – guitarras - Pedro Alfonso – violino |